# Stari Slovani
Stari Slovani so bili ljudstvo, iz katerega izvirajo današnji Slovani. Govorili so praslovanščino, indoevropski jezik. Iz svoje še vedno ne natančno locirane pradomovine so se med preseljevanjem ljudstev v okviru dveh stoletij razširili po Vzhodni Evropi, Balkanu in vzhodnem delu Srednje Evrope.

## Izvor in pradomovina Slovanov
Natančna lokacija slovanske pradomovine med zgodovinarji še ni dorečena. Iskanje točnega kraja in časa izvora Slovanov je namreč oteženo zaradi skoposti virov in nejasnosti pisnih virov, jezikovnih dokazov in materialne kulture, ki se ne vedno prekrivajo in jih je težko enačiti z etnično pripadnostjo.
Bavarski geograf, seznam ljudstev na meji frankovskega cesarstva iz okoli leta 840, poroča, da Slovani izvirajo z območja Zeriuanov, ki pa ga je nemogoče umestiti na zemljevid.
Na podlagi lingvističnih dokazov so bila najdena tri možna območja, na katerih bi lahko prebivali govorci praslovanščine:
- območje zahodno od srednjega Dnepra,
- območje med Odro in Vislo,
- območje ob Donavi južno od Karpatov.[4]

V 20. stoletju se je tudi na podlagi arheoloških dokazov izoblikovalo več teorij o možnih območjih izvora:
- Češka kotlina (praški tip lončevine),
- Černjahivska kultura,
- Kijevska kultura,
- Przeworska kultura,
- Panonska kotlina,
- zgornji Dnester.[5]

## Širitev
Najzgodnejša pisna omemba Starih Slovanov izvira iz dela bizantinskega pisca Jordana O izvoru in dejanjih Getov, povzetka daljšega teskta ravenskega učenjaka Kasiodora. Jordanes je bil tajnik bizantinskega vojaškega poveljnika na Donavi. Napisano je bilo okoli leta 551.

## Življenje Slovanov v pradomovini

### Bivališča
Stari Slovani so živeli v preprostih enoprostornih bivališčih imenovanih zemljanke. Spodnji del takšnega bivališča je bil pod zemljo, zgornji del pa je bil zgrajen iz lesenih hlodov ali ločja, ometanega z ilovico. Tako so se lahko zavarovali pred vetrom.

### Poljedelstvo
Temelj gospodarstva starih Slovanov je predstavljalo poljedelstvo. Že v pradavnini so poznali skoraj vse vrste žita, ki jih pridelujejo danes, o čemer nam priča skupno besedišče slovanskih jezikov. Najbolj so gojili proso, pšenico in lan, iz katerega so tkali platno in izdelovali obleko. Ekstenzivna obdelava zemlje, pogosto v obliki požigalništva, je zahtevala sodelovanje večjega števila ljudi. Takšno kolektivno gospodarstvo je sililo ljudi, da so se povezovali najprej v rodove, kasneje v velike družine ali zadruge.

### Živinoreja
Stari Slovani so se ukvarjali tudi s pašo živine na gozdnih jasah in naravnih travnikih. Poznali so konje, koze, ovce in svinje. Slovani niso opustili lova, ribolova in nabiralništva, znani pa so tudi po nabiranju medu divjih čebel, iz katerega so izdelovali pijačo medico.

### Verovanje
Slovanski panteon ni enoten, ampak je sestavljen iz velikega števila najrazličnejših bogov, božanstev, magičnih bitij, dobrih in zlih duhov, ter drugih višjih sil, za katere so verjeli da vplivajo na življenje, delajo dobro ali slabo, zato jih je potrebno spoštovati in častiti. Častili so jih na svetih krajih, jasah, v gozdovih, močvirjih, ob rekah,... Kot posledica takšnih verovanj so se oblikovala številna praznovanja, šege in navade, ki jih lahko v spremenjeni obliki še danes srečujemo po slovanskem svetu.
Častili so več bogov, glavni bog Slovanov je bil Perun (bog groma), pomembni pa so bili še bogovi Dažbog (bog ognja), Veles (zaščitnik pastirjev), Mokoš (boginja rodnosti) Triglav (bog neba, zemlje in podzemlja), Morana (boginja smrti), Vesna (boginja pomladi), Svetovid.

## Gospodarstvo Slovanov v času preseljevanja
Zemljo so Slovani obdelovali s požigalništvom, zato so se pogosto selili, temelj njihovega gospodarstva sta bila živinoreja in poljedelstvo. Ukvarjali so se tudi z obrtjo. Poznali so obdelovanje železa, zelo pomembni izdelki pa so bile tkanine in lončevina. Živeli so v svobodi, ni jim vladal en človek, temveč so vse odločitve sprejemali skupno. Postopoma pa so vedno večjo vlogo dobivali vojaki – vojaška demokracija. 

### Poljedelstvo
Med preseljevanjem je slovansko gospodarstvo temeljilo na poljedelstvu in živinoreji. Sporočila bizantinskih piscev in arheološko gradivo (žitna zrna, poljedelsko orodje kot so sekira, nož, brana, lopata, motika, srp, kosa, vile, grablje, cepec; poznali pa so tudi že ralo) skupaj s starimi slovanskimi izrazi za poljska opravila (orati, sejati, žeti), starim slovanskim koledarjem z imeni mesecev, ki ustrezajo razvrstitvi poljskih del, skupnimi izrazi za poljske kulture (žito, brašno, oves, lan, česen, repa, plevel…) in popolnoma poljedelskim značajem tedanje slovanske religije pričajo o pomenu in razvitosti poljedelstva.
Poznali so tri načine obdelave zemlje, ki pa zaradi svoje nedonosnosti in potrebe po velikih obdelovalnih površinah niso dopuščali stalne naselitve in ustaljenosti njiv. Večinoma so uporabljali požigalniški način. Na zemljišču so najprej posekali nizki gozd, spomladi pa so prej posekani posušeni les zložili po zemljišču in ga zažgali. Zemljo so zrahljali z motikami, jo posejali in zadelali seme z brano. Rala pri tem načinu obdelovanja načeloma niso uporabljali zaradi korenin prej posekanih dreves, ki so ostale v zemlji. Drugo leto je bila obdelava temeljitejša, včasih so zemljo obdelali še tretje leto. Za tem so jo uporabljali kot pašnik, kasneje pa jo opustili za 15-30 let. Za vsa ta dela je bilo potrebno večje število ljudi. Majhna družina je na tak način lahko pridelala zadostno količino hrane za dva člana. Živinoreja, lov ter ribolov so bila bistvena dopolnila.
Na odprtih zemljiščih brez gozda so zemljo obdelovali s kopaštvom. Obdelali so 50-100 % večjo površino, a se je zemljišče prej izčrpalo kot pri požigalništvu, ker ni bilo pognojitve s pepelom.
Že pred časom preseljevanja se je uveljavilo tudi orno poljedelstvo, o čemer pričajo skupna slovanska imena za ralo in oranje. Do širše uporabe rala pa je prišlo šele v 7. in 8. stoletju. Sprva so uporabljali leseno, kasneje železno ralo, ki je zemljo le rahljalo in rezalo, ne pa tudi obračalo kot pozneje plug. Zemlje niso gnojili, zato so morali na 4 do 5 let za njivo uporabiti novo zemljišče. Ta način obdelovanja pomeni stopnjo, ko je zemlja lahko skoraj v celoti preživljala obdelovalca in njegovo družino, saj so lahko obdelali 5 krat večje zemljišče kot s kopaštvom ali požigalništvom. To je prineslo spremembe v večji ustalitvi naselbin na enem mestu, pri delitvi zemljišča in družbeni ureditvi. Skupinska obdelava zemlje ni več potrebna kar je omogočilo razkroj rodu v vaške občine. Začasno razdeljevanje zemlje glede na veljavo in število za poljska dela sposobnih članov iz posamezne družine, nadomesti poprej uveljavljeno delitev po enakih delih.

### Živinoreja
Živina je bila pri vdorih Slovanov na Balkan zelo zaželen plen. Najbolj pogoste živali so bile svinje in govedo, poznali pa so tudi konje, ovce, koze, pse in perutnino. O tem pričajo arheološke najdbe. Hranili so se z mlekom in mesom, oblačili v ovčje kože, živino pa so izkoriščali tudi kot delovno vprežno silo.

### Neagrarno gospodarstvo
Za Slovansko gospodarstvo pa je bilo prav tako pomembno plenjenje bizantinske države. Obdelava kovin, izdelovanje tkanin ter lončarskih izdelkov so bili že pri Slovanih v pradomovini domače hišno opravilo. V času selitev pa je prišlo do specializacije obdelovanja kovin in kovaštva, verjetno zaradi večjih potreb po orožju. Do 5. stoletja je opaziti predvsem naraščanje števila sekir, pri podonavskih Slovanih pa so odkrili tudi talilne peči za železovo rudo, kjer so izdelovali nože, konice za sulice, puščice, okovje za lesene posode ter okraske. Slovansko orožje je bilo v času vse do konca 6. stoletja po poročilih bizantinskih piscev še precej skromno, a se je v obdobju selitve postopoma razvijalo skupaj z vojaško tehniko (kopje, lok s puščicami, ščit in razno orožje za boj od blizu). Slovani so bili že usposobljeni za izdelovanje oblegovalnih naprav in čolnov iz enega debla (monoksilov oz. drevakov).

### Bivališča
Najstarejši znani opis življenja Slovanov in Antov je delo Prokopija, ki pravi: »Prebivajo v skromnih kočah po seliščih, ki ležijo raztresena daleč drugo od drugega, a vsi kaj radi menjavajo kraj svojega bivališča.« Opis z vojaškega stališča pa govori, da živijo v nepristopnih gozdovih, ob rekah, močvirjih in jezerih, iz svojih naselbin pa imajo več izhodov. Slovani so živeli predvsem v pravokotnih polzemljankah, ki so bile približno 1 m globoko vkopane v zemljo, s pletenimi in z ilovico ometanimi stenami in samo enim prostorom v katerem je bila peč za kuhanje. Koče velikih družin pa so bile med seboj pogosto povezane s pokritimi, v zemljo vkopanimi hodniki. V Sloveniji je kar nekaj arheoloških najdb (npr. Spodnje Hoče, Pobrežje pri Mariboru) kjer so našli ostanke zemljank, slovanske keramike in lončenine.

## Prihod Slovanov na današnje naselitvene prostore slovanskih narodov
Na svojem pomikanju proti zahodu so Slovani dosegli vzhodni rob beneško-furlanske nižine že ob koncu 7. stoletja, kot dokumentirano v delih langobardskega zgodovinarja Pavla Diakona, ki opisuje spopade slovanskih bojevnikov z Langobardi ob reki Nadiži. Istrski polotok pa so dosegli v začetku 9. stoletja (Rižanski zbor). 